# Hamburger Hill: collina 937
Hamburger Hill: collina 937 (Hamburger Hill) è un film del 1987 diretto da John Irvin, ispirato alla battaglia di Hamburger Hill, avvenuta durante la guerra del Vietnam.

## Trama
Vietnam, 1969, un gruppo di giovani paracadutisti della 101ª divisione aviotrasportata, al comando del sergente Frantz, viene inviato nella valle di A Shau per cercare di strappare ai nord-vietnamiti la collina 937, che, a seguito della battaglia verrà soprannominata "Hamburger Hill" (collina tritacarne), a causa delle notevoli perdite patite dai soldati americani. Il compito si rivela più difficile del previsto, anche per le condizioni estreme in cui si trova a combattere il gruppo di soldati. Nonostante i conflitti razziali e sociali latenti che scoppiano fra i componenti del reparto, dopo dieci lunghi giorni di combattimenti il sergente riesce nell'impresa, ma arriva in cima alla collina con soli tre uomini.

## Riprese e Produzione
Girato tra l'ottobre e il dicembre 1986, Hamburger Hill si colloca nel filone del genere Vietnam-movie del periodo, uscendo un anno dopo Platoon di Oliver Stone e in contemporanea con Full Metal Jacket di Stanley Kubrick. Il film è stato girato interamente nelle Filippine ed è uscito negli Stati Uniti il 28 agosto 1987, mentre in Italia il 15 gennaio 1988.

## Brani musicali inclusi nella colonna sonora
- When a Man Loves a Woman (Percy Sledge)
- Sittin' on the Dock of the Bay (Otis Redding)
- Ruby, Don't Take Your Love to Town (Waylon Jennings)
- Gimme Some Lovin' (The Spencer Davis Group)
- I Wish It Would Rain (The Temptations)
- We Gotta Get Out of This Place (The Animals)
- I Second That Emotion (The Supremes)
- Subterranean Homesick Blues (Bob Dylan)
- Fixin' to Die Rag (Country Joe and the Fish)